# Хвастунов, Михаил Васильевич
Михаил Васильевич Хвастунов (псевдоним Михаил Васильев; 6 ноября 1920, Кашин, Тверская губерния — 3 марта 1978, Москва) — советский журналист и писатель, автор более 20 научно-популярных книг и множества статей. В своих произведениях Хвастунов рассказывал о важнейших достижениях советской науки, подчёркивая её преимущества над западной, пропагандируя социалистический путь развития страны.
В 1960-х годах Хвастунов основал в газете «Комсомольская правда» рубрику «Клуб любознательных» (эта рубрика есть в «КП» до сих пор[когда?]

) и знаменитый отдел науки. Считается, что благодаря авторитету отдела, «Комсомольская правда» одной из первых осветила полёт человека в космос и сделала интервью с людьми, готовившими этот полёт.
Своим учителем Михаила Васильевича считали многие известные советские журналисты и писатели: Ярослав Голованов, Дмитрий Биленкин, Сергей Гущин, Владимир Губарев.
В 1965 году M. Хвастунов написал книгу «Вольф Мессинг. Книга о самом себе». В те годы она не была издана, только некоторые главы вышли в журнале «Наука и религия».
Внёс вклад в изучение творчества русского поэта Валерия Брюсова.

## Биография
Михаил Васильевич Хвастунов родился в городе Кашине Тверской области. Первые три класса учился в Кашинской школе № 1. В 1930 году семья переезжает в Москву, где отец Василий Григорьевич получает назначение в Наркомат по льнозаготовкам, а маму Евгению Георгиевну принимают на работу певицей в Большой театр.
В 1939 году Хвастунов поступил в Московское высшее техническое училище им. Баумана. В этом же году его призвали в армию, менее чем через год начинается Великая Отечественная война. Всю войну прошел связистом, награждён тремя орденами и несколькими медалями. 24 июня 1945 года участвует в Параде Победы на Красной Площади.
После возвращения из армии восстанавливается в институте на факультете энергомашиностроения (специальность «турбостроение») и заканчивает его в 1951 году с красным дипломом. Ещё во время учёбы Хвастунов попадает в Литературный кружок при МВТУ им. Баумана, очень много читает, пишет стихи. Например, он выиграл конкурс на лучший гимн Бауманского института. Тогда же он начинает писать и печататься в различных изданиях. После института приходит работать в журнал «Юный техник», где главным редактором в это время работает известный научный журналист В. Захарченко.
В 1957—1965 годах — заведующий отделом науки газеты «Комсомольская правда». Хвастунов создает «Клуб любознательных», который до сих пор продолжает существовать на страницах газеты. «Клуб любознательных» пользуется большим авторитетом в научном мире, с ним сотрудничают ведущие советские учёные. «Комсомолка» первой узнает о запуске человека в космос. Отдел науки Хвастунов формирует из молодёжи. Он ездил по техническим институтам Москвы, выискивая талантливых студентов. Отбор происходил так: собиралась аудитория студентов, которые хотели попробовать себя в научной журналистике. Хвастунов открывал собрание: «Поднимите руки, кто пишет стихи. Вы останьтесь. Остальные свободны».
Через «Клуб любознательных» КП прошло множество начинающих литераторов, многие из которых стали известными писателями и журналистами (Ярослав Голованов, Дмитрий Биленкин, Владимир Губарев, Леонид Репин, Сергей Гущин, Владимир Станцо). Отдел науки в газете «Известия» возглавил ученик Хвастунова Борис Коновалов.
Михаил Васильевич активно сотрудничал с научно-популярными изданиями, печатается в журналах «Техника — молодёжи», «Юный изобретатель», «Наука и жизнь». Хвастунов является автором огромного количества очерков, фантастических рассказов, сказок, в которых популяризирует советскую науку.
Триумфальным стало издание в 1958 году книги «Репортаж из 21 века» (авторы М. Васильев, С. Гущин). В ней собраны интервью с советскими учеными о том, как они видят развитие науки в 21 веке. Книга выдержала несколько изданий и была напечатана в 25 странах мира. Практически всё из предсказанного тогда советскими учеными сбылось.
Хвастунов — автор серии научно-популярных книг о природе. «Металлы и человек» (1962), «Знакомые незнакомцы. Неметаллы и человек» (1964), «Животные и человек» (1972), «Растения и человек» (1968), «Материя» (1976). В доступной для широкого читателя форме эти книги рассказывают о достижениях науки в разных областях, исследованиях ученых, дают прогнозы.
В 1965 году Хвастунов пишет книгу, которая выходит под названием «Вольф Мессинг. Книга о самом себе». (В другом издании — «Вольф Мессинг. Я — телепат»). На роль автора своих мемуаров Хвастунова выбирает сам Вольф Григорьевич, которому представляют несколько кандидатур журналистов, пишущих на научные темы. Но издательство «Советская Россия» в последний момент отказывается от публикации книги. В виде отдельных глав она выходит в журнале «Наука и религия».
Николай Китаев в своей брошюре «Криминалистический экстрасенс. Вольф Мессинг: правда и вымысел» утверждает, что «мемуары» Мессинга были сфабрикованы журналистом. То, что написанное в книге — вымысел, подтвердил популяризатор науки писатель и журналист Владимир Губарев (бывший научный редактор «Комсомольской Правды»).
Хвастунов всю свою жизнь страстно любил поэзию, знал наизусть всего Пушкина, Лермонтова, Гумилева, Ахматову, всех поэтов Серебряного века. Это был человек энциклопедических знаний русской поэзии. Огромную часть своей жизни Михаил Васильевич посвятил исследованию жизни и творчества русского поэта Валерия Брюсова. Под его редакцией и с его комментариями в 1973 году выходит семитомное собрание сочинений Валерия Брюсова, первое в СССР и наиболее полно собравшее произведения поэта.
В 1968 году Хвастунов вместе с Ремом Щербаковым выдвигает гипотезу о том, что Луна — искусственный спутник Земли. («Комсомольская правда», 10 января 1968).
Умер 3 марта 1978 года.
Сын — Михаил Голубков (род. 1960), литературовед, профессор МГУ.

## Список основных публикаций
- М. Васильев «Машины на службе человеку», Издательство ВЦСПС, Профиздат, 1954
- М. Васильев «Рассказы о самом главном», Издательство ВЦСПС, Профиздат, 1955
- М. Васильев «Труд и машины», Государственное издательство политической литературы, Москва, 1956
- М. Васильев «Вода работает», Государственное издательство технико-теоретической литературы, Москва, 1956
- М. Васильев и С.Гущин «Репортаж из XXI века», изд-во «Советская Россия», Москва, 1958
- М. Васильев «Путешествия в космос», изд-во «Советская Россия», Москва, 1958
- М. Васильев «Энергия и человек», изд-во «Советская Россия», Москва, 1957
- С. Гарбузов, М. Хвастунов, И.Шатуновский «Необычайное, но вполне вероятное путешествие в недалекое будущее», изд-во «Правда», Москва, 1959
- М. Васильев «О машинах, которые есть и которые будут», Издательство ВЦСПС, Профиздат, 1959
- М. Васильев, С. Гущин «Твои тайны, природа!..», изд-во «Советская Россия», Москва, 1960
- М. Васильев «И реки вспять потекут», Государственное издательство географической литературы, Москва, 1962
- М. Васильев «Металлы и человек», изд-во «Советская Россия», Москва, 1962
- М. Васильев «Знакомые незнакомцы», изд-во «Советская Россия», Москва, 1964
- М. Васильев «От нейтрино до вселенной. Материя и человек», изд-во «Советская Россия», Москва, 1966
- М. Васильев «Машины энергии», изд-во «Машиностроение», Москва, 1967
- М. Васильев «Растения и человек», изд-во «Советская Россия», Москва, 1968
- М. Васильев «Животные и человек», изд-во «Советская Россия», Москва, 1972
- М. Васильев «Векторы будущего», изд-во «Советская Россия», Москва, 1974
- М. Васильев, К. Станюкович, «В глубины неисчерпаемого», Москва Атомиздат 1975
- М. Васильев «Современные загадки мироздания», Издательство «Мысль», Москва, 1976
- М. Васильев «Материя», изд-во «Советская Россия», Москва, 1977
- Вольф Мессинг «Я — телепат», литературная запись М. Васильева, СП «Интеркиноцентр» Рекламно-издательское агентство «Юго-запад», 1990
- «Феномен Д и другие». «Вольф Мессинг. О самом себе». Литературная запись М.Васильева. Москва, Издательство политической литературы, 1991
- Детская энциклопедия, том 5, стр. 530. «На выставке будущего», Издательство Академии педагогических наук РСФСР
- Валерий Брюсов, собрание сочинений в семи томах, Москва, «Художественная литература», 1973. Примечания Н. С. Ашукина, М. В. Васильева, М. И. Дикман, Р. Л. Щербакова.